# Krakowczyk

Herb szlachecki Krakowczyk

Krakowczyk − polski herb szlachecki z nobilitacji. 

## Opis herbu
Opis herbu stworzony z wykorzystaniem klasycznych reguł blazonowania: W polu zamek z trzema wieżami. Barwy i klejnot nieznane.

## Najwcześniejsza wzmianka
Nadany w 1775 roku (potwierdzony 6 kwietnia 1776 roku) z okazji nobilitacji Cyprianowi Tomaszowi Sowińskiemu, mecenasowi i adwokatowi w Warszawie, plenipotentowi interesów Krakowa i Lublina przy Kancelarii Wielkiej Koronnej.

## Herbowni
Krakowczyk, Sowiński (ród wygasł w linii po mieczu w 1895 roku).

### Znani herbowni
- Józef Longin Sowiński